# Едуард Блас
Едуард Блас (нім. Eduard Blaas) — німецький льотчик-ас, флюгмат кайзерліхмаріне.

## Біографія
Учасник Першої світової війни. Здобув одну перемогу 26 березня 1918 року у складі морської польової винищувальної ескадрильї № 2, потім був переведений у морську польову винищувальну ескадрилью № 3, де до кінця війни збив ще чотири літаки.